# 17. oktober
17. oktober er dag 290 i året i den gregorianske kalender (dag 291 i skudår). Der er 75 dage tilbage af året.
Florentinus dag, efter en biskop i Orange i Vaucluse, der døde omkring år 525.

### Begivenheder
Født - Dødsfald
- 1346 - Slaget ved Neville's Cross
- 1469 - I Spanien bliver Ferdinand 2. af Aragonien og  Isabella 1. af Castilien gift, hvilket fører til landets samling i en personalunion omkring år 1479.
- 1914 - Ved et jordskælv i Grækenland og Lilleasien omkommer over 3000 mennesker.
- 1931 - Al Capone idømmes 11 års fængsel for skattesnyd.
- 1933 - Albert Einstein ankommer til USA på flugt fra Nazi-Tyskland.
- 1961 - Politiet i Paris åbner ild mod algeriske demonstranter og foranstalter en massakre med omkring 200 døde.
- 1977 - Et kapret Lufthansa-fly i Mogadiscio i Somalia befries af tyske specialtropper.
- 1979 - Moder Teresa tildeles Nobels fredspris.
- 1989 – Die Wende: Politbureauet i DDR's kommunistparti afsætter Erich Honecker fra posten som generalsekretær og derved landets leder.
- 2003 - Der sættes et spir på toppen af bygningen, og derved bliver skyskraberen Taipei 101 i Taipei, Taiwan med i alt 509,2 meter 50 meter højere end Petronas Towers i Kuala Lumpur og verdens højeste bygning.
- 2005 - Den nye pave, Benedikt 16. giver sit første interview til tv.

### Født
- 1873 - Aage Hertel, dansk skuespiller (død 1944).
- 1882 - Olaf Fønss, dansk skuespiller og filmcensor (død 1949).
- 1887 - Ejnar Dyggve, dansk arkitekt og arkæolog (død 1961).
- 1893 - Axel Monberg, dansk entreprenør og civilingeniør (død 1971).
- 1900 - Jean Arthur, amerikansk skuespiller (død 1991).
- 1912 - Pave Johannes Paul 1. (død 1978).
- 1915 - Arthur Miller, amerikansk forfatter (død 2005).
- 1917 - Marsha Hunt, amerikansk skuespillerinde (død 2022).
- 1918 - Rita Hayworth, amerikansk skuespiller (død 1987).
- 1920 - Miguel Delibes, spansk forfatter (død 2010).
- 1936 - Jørn Sørensen, dansk fodboldspiller.
- 1940 - Jonna Hjerl, dansk skuespillerinde.
- 1952 - Thomas Rørdam, dansk jurist og højesteretsdommer.
- 1955 - Nina Smith, dansk professor i økonomi.
- 1955 - Pia Vieth, dansk skuespiller.
- 1957 - Kim Andersen, dansk politiker fra Venstre.
- 1969 - Ernie Els, sydafrikansk golfspiller.
- 1972 - Eminem, amerikansk rapper.
- 1972 - Wyclef Jean, haitiansk sanger.
- 1991 - Alex Vanopslagh, dansk folketingsmedlem og politisk leder for Liberal Alliance.
- 1992 - Louise Burgaard, dansk håndboldspiller.

### Dødsfald
- 532 - Pave Bonifatius 2.
- 962 - Knud Danaást, dansk kongesøn og medkonge
- 1757 - René-Antoine Ferchault de Réaumur, fransk fysiker (født 1683).
- 1837 - Johann Nepomuk Hummel, østrigsk pianist og komponist (født 1778).
- 1849 - Frédéric Chopin, polsk-fransk komponist og pianist (født 1810).
- 1937 - Ludvig Birkedal-Barfod, dansk organist og komponist (født 1850).
- 1962 - Olaf Henriksen, dansk professionel baseballspiller (født 1888).
- 1967 - Puyi, den sidste kinesiske kejser (født 1906).
- 1989 - Erling Schroeder, dansk skuespiller og sceneinstruktør (født 1903).
- 1998 - Joan Hickson, engelsk skuespiller (født 1906).

|  | Denne datoartikel kan blive bedre, hvis der indsættes et (bedre) billede Du kan hjælpe ved at afsøge Wikimedia Commons for et passende billede eller uploade et godt billede til Wikimedia Commons iht. de tilladte licenser og indsætte det i artiklen. |